# Liste der Kulturgüter in Inkwil
Die Liste der Kulturgüter in Inkwil enthält alle Objekte in der Gemeinde Inkwil im Kanton Bern, die gemäss der Haager Konvention zum Schutz von Kulturgut bei bewaffneten Konflikten, dem Bundesgesetz vom 20. Juni 2014 über den Schutz der Kulturgüter bei bewaffneten Konflikten sowie der Verordnung vom 29. Oktober 2014 über den Schutz der Kulturgüter bei bewaffneten Konflikten unter Schutz stehen.
Objekte der Kategorie A sind vollständig in der Liste enthalten, Objekte der Kategorie B sind im Gemeindegebiet nicht ausgewiesen, Objekte der Kategorie C fehlen zurzeit (Stand: 26. Februar 2024). Unter übrige Baudenkmäler sind Objekte zu finden, die im Bauinventar des Kantons Bern als «schützenswert» verzeichnet sind.

## Kulturgüter
| Foto | | Objekt | Kat. | Typ | Standort              | Beschreibung |
| ---- | --- | --- | ---- | --- | --------------------- | --- |
| ja   | Datei hochladen · Wikidata zu Inkwilersee, paläolithische Freilandstation / neolithische und bronzezeitliche Seeufersiedlung (Q458858) | Inkwilersee Insel (CH-SO-02), Fundstelle der UNESCO-Welterbestätte "Prähistorische Pfahlbauten um die Alpen" KGS-Nr.: 16528 | A    | F   | Insel 616981 / 227550 | Paläolithische Freilandstation / neolithische und bronzezeitliche Seeufersiedlung. Das Objekt liegt jeweils zum Teil auf den Gemeindegebieten von Inkwil (KGS-Nr. 16528) und von Bolken im Kanton Solothurn (Nr. 09666) |

## Übrige Baudenkmäler
Hinweis: Anstelle der KGS-Nummer wird als Objekt-Identifikator (ID) die Grundstücksnummer verwendet.
| ID  | Foto |                 | Objekt                    | Typ | Standort                             | Beschreibung |
| --- | ---- | --------------- | ------------------------- | --- | ------------------------------------ | ------------ |
| 303 | BW   | Datei hochladen | Speicher (1850)           | G   | Bachstrasse 3a 617590 / 227797       |              |
| 401 | BW   | Datei hochladen | Bauernhaus (1813)         | G   | Subingenstrasse 6 617358 / 227966    |              |
| 454 | BW   | Datei hochladen | Speicher (1685)           | G   | Dorfstrasse 2a 617464 / 227857       |              |
| 537 | BW   | Datei hochladen | Heidenstock (16./17. Jh.) | G   | Wangenriedstrasse 7 617460 / 228000  |              |
| 651 | BW   | Datei hochladen | Speicher (1740)           | G   | Wangenriedstrasse 8b 617463 / 228089 |              |
| 661 | BW   | Datei hochladen | Bauernhaus (1821/22)      | G   | Bahnhofstrasse 1 617721 / 227657     |              |
| 661 | BW   | Datei hochladen | Speicher (1808)           | G   | Bahnhofstrasse 1a 617708 / 227690    |              |

Hinweis zur Legende: Anstelle der KGS-Nummer wird als Objekt-Identifikator (ID) die Grundstücksnummer verwendet.